# 国鉄トラ45000形貨車
国鉄トラ45000形貨車（こくてつトラ45000がたかしゃ）は、日本国有鉄道（国鉄）が1960年（昭和35年）から製作した貨車（無蓋車）である。

## 概要
第二次世界大戦前に製作された雑多な二軸無蓋車の廃車補充のため、1960年（昭和35年）から1963年（昭和38年）にかけて8,184両（コトラ45000 - コトラ53183）が日立製作所、若松車輛、三菱重工業、飯野重工業、舞鶴重工業で製作された。
荷重は 17 t であるが、容積の大きい嵩高貨物の積載時には 15 t を上限とする。この運用方を識別するため、車体に表示する記号番号は特殊標記符号「コ」（標記トン数が17t 及び15t と併記してある無蓋車）を前置し「コトラ」と標記する。
妻面はプレス鋼板、床板は 6mm 厚の鋼板を用いる半鋼製車体で、側面の「あおり戸」のみ木製である（特例として48457-48459の3両は試験的に鋼製あおり戸を使用）。外部塗色は黒色である。
懸架装置は二段リンク式で、最高速度は 75 km/h である。ブレーキ装置は、国鉄貨車で汎用的に使用されるK三動弁を用いた自動空気ブレーキと、足踏みテコ式の留置ブレーキを片側の側面に備える。
寿命延長を目的にこれまでの無蓋車と異なり床板と妻板が鋼製になっている半鋼製車だが、鋼製床は床への釘打ち固定ができないことから転動防止が難しく、プレス形成による鋼製妻板もそれ自体は木板より丈夫だが一旦歪んでしまうと修復が困難（木板は板を交換すれば直せる）であったため、後年床板を木製、妻板は平鋼板に改造されている。
（なお、全鋼製のトラ55000形初期型でも似たような問題が発生したので、トラ55000形の量産車や次の二軸無蓋車の主力形式となったトラ70000形では床に釘を打って積荷を固定しやすいように床面に埋木を追加されている。）
前述のような問題点もあったが、バラ積みなど転動防止の必要のない積荷では特に支障はないのでトラ55000形やトラ70000形とともに二軸無蓋車の主力形式として使用され、後年妻板と床板の改造で問題点も解消した（後述）。1984年（昭和59年）2月国鉄ダイヤ改正以後も使用停止されることなく残存し、一部はJRに承継され継続使用された。
国鉄分割民営化後は車扱貨物列車の減少が進行して営業上の用途を喪失し、特殊品目の輸送用（配給車代用）として少数が残存している。

## 改造

### トラ43500形
17 t 積鋼板輸送用車で、1968年（昭和43年）に幡生工場にて11両（トラ43500 - トラ43510）が改造された。トラ45000形由来の物適貨車はこれのみである。
側面のあおり戸を撤去し側面一体型で4分割のスライド屋根、また車体に荷物の固定枠が追加されている。
1983年（昭和58年）までに全車廃車となった。

### 木床化改造 （145000番台）
前述のようにトラ45000形は床が鋼板のため、転動防止を要する機械などの輸送に不適で、こうした貨物はトラ40000形以前の木床車（「イタトラ」）を使用することにして配車上も区別して使い分けていたが、古いイタトラの廃車が進み減ってしまったので、余裕のある鋼床のトラ45000のうち3回目の全般検査を終えたものをイタトラに改造することになった。このため床板と妻板を更新する改造が1978年（昭和53年）から1981年度まで国鉄各工場で913両に対して行われた。
日常の保守や積荷の転動防止を容易にするため、鋼製の床板を木製床へ、プレス鋼板の妻板を鋼板でも補強入りの平板（プレス鋼板は工場にプレスの型がないと造れないので各所で補修しづらい）へ更新するもので、木床車標準装備だったブレーキシリンダーを守る防水カバーもとりつけられた。施工車は「原番号+100000」の基準で付番された。

### トロッコ列車対応改造

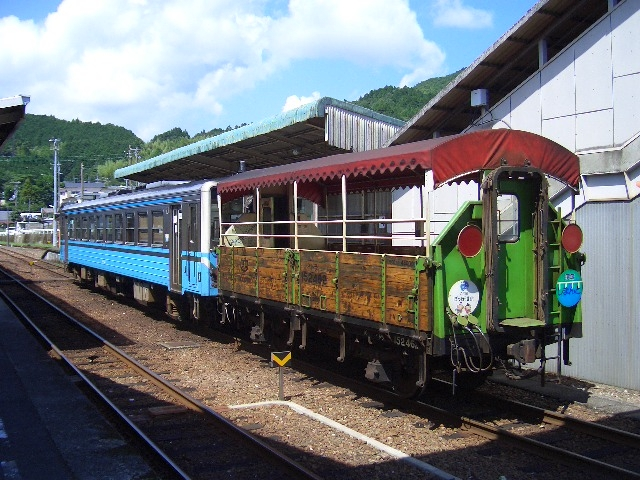
トロッコ列車「清流しまんと号」（窪川駅）

予土線で運行する「トロッコ清流しまんと号」のトロッコ車両に用いるため旅客用として転用された車両で、1984年（昭和59年）に1両（コトラ152462）が改造された。形式 および 車両番号の変更はない。
屋根を追設したほか室内に座席を設置し、妻面には気動車の廃車部品を流用した貫通路を設けた。外部塗色は 黄かん色（湘南電車のオレンジ色）である。
国鉄時代はキハ52形、キハ55形、キハ58形などと併結して運用され、JR四国が承継した。現在はキハ54形などを伴って運用されている。2013年（平成25年）10月にJR九州などで車両デザインを手掛けるインダストリアルデザイナーの水戸岡鋭治のデザインによりリニューアルされ、「しまんトロッコ」の愛称をつけて運転されている。

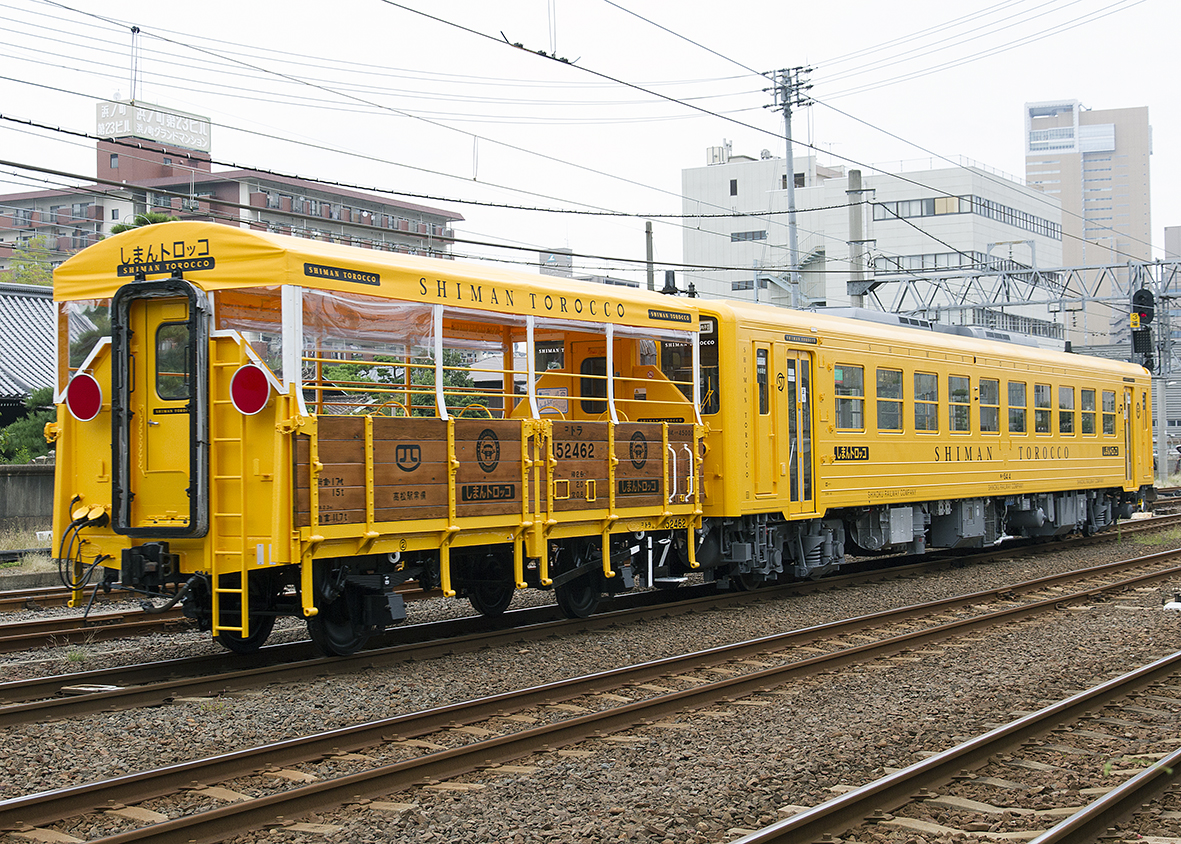
コトラ152462+キハ54 4「しまんトロッコ」

## 運用

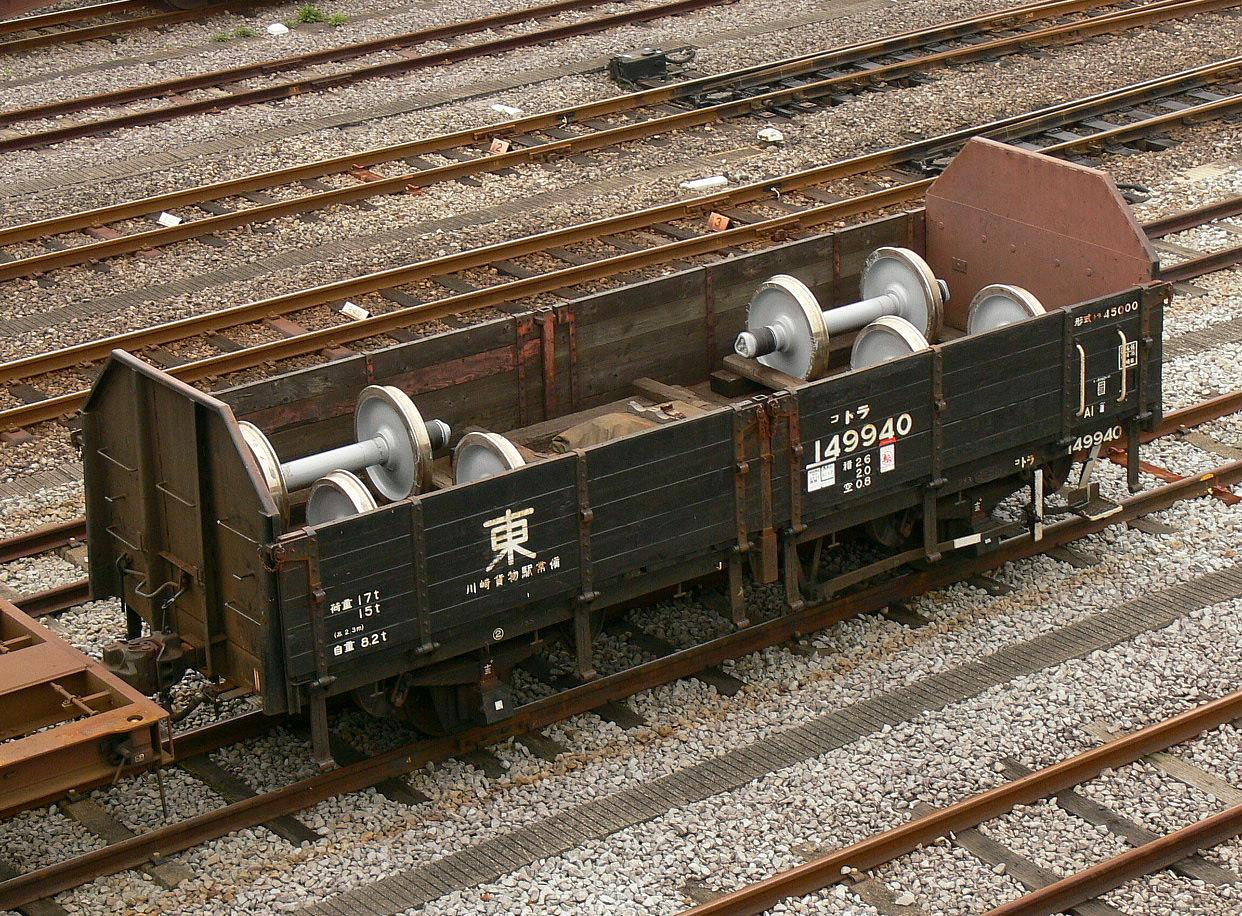
輪軸を積載したトラ45000形
（2006年撮影）

1987年（昭和62年）4月1日の国鉄分割民営化の際には、西日本旅客鉄道（JR西日本）に5両（コトラ145260、コトラ147372、コトラ148533、コトラ149687、コトラ15287）、四国旅客鉄道（JR四国）に1両（コトラ152462）、日本貨物鉄道（JR貨物）に39両の計45両が承継された。
2010年4月時点では、JR四国が1両、JR貨物が27両の計28両が在籍する。
JR四国では気動車牽引のトロッコ列車に使用されている。JR貨物の残存車は配給物資輸送用・特殊輸送用として使用されるもので、広島車両所では事業用車両として車体を緑色に塗装した車両が存在した。同所で使用されるワム80000形と異なり「SUPPLY LINE」の表記はない。